# 4789 Sprattia
4789 Sprattia eller 1987 UU2 är en asteroid i huvudbältet som upptäcktes den 20 oktober 1987 av den kanadensiska astronomen David D. Balam vid Climenhaga-observatoriet. Den är uppkallad efter Christopher E. Spratt.
Asteroiden har en diameter på ungefär 4 kilometer.